# 城关街道 (金塔县)
城关街道，是中华人民共和国甘肃省酒泉市金塔县下辖的一个街道办事处。

## 行政区划
城关街道下辖以下地区：
。